# Return to the Promised Land
Return to the Promised Land je gospel soundtrack album Johnnyja Cash, prvo objavljen 1992. kao soundtrack za istoimeni film, a 2000. ponovno izdan u izdanju Renaissance Recordsa s bonus pjesmama. Objavljeno je samo dvije tisuće primjeraka, čime je album postao veliki raritet.
Bonus pjesme potječu s nepovezanog snimanja od 15. siječnja 1993. kad je Cash tražio novu izdavačku kuću. Na kraju je potpisao za American Recordings Ricka Rubina, a to razdoblje danas se smatra revitalizacijom njegove posustale karijere. Jedna pjesma (koja nije uvrštena ovaj album) s istog snimanja, "Drive On", kasnije će se pojaviti na albumu American Recordings.

## Popis pjesama
1. News Conference – :59
2. "Return to the Promised Land" – 3:01
3. Opening Dialogue – :14
4. "When I Look" – 2:57
5. Dialogue – :55
6. "Over the Next Hill We'll Be Home" – 2:09
7. Dialogue (Tour Guides) – 1:18
8. "The Old Rugged Cross" (George Bennard) – :57
9. Interlude and Monologue – :34
10. "I Won't Have to Cross Jordan Alone" (Charles E. Durham/Tom Ramsey) – :47
11. Dialogue – :54
12. "Far Side Banks of Jordan" (Terry Smith) – 2:10
13. Monologue – 1:04
14. "Let Me Help You Carry This Weight" (Johnny Cash/June Carter Cash) – 2:24
15. Dialogue – 1:31
16. "Lord Take These Hands" – 3:43
17. Monologue – 1:43
18. "Fishers of Men" – :47
19. Dialogue – 1:48
20. "The Old Gospel Ship" – 2:25
21. "What on Earth Will You Do (For Heaven's Sake)" – 2:03
22. Interlude – 1:10
23. "God's Hands" – 2:25
24. "Return to the Promised Land (instrumental)" – 1:50
Bonus pjesme s CD reidanja iz 2000.:
25. "Hello Out There" – 2:44
26. "Like a Soldier Getting over the War" – 2:48
27. "Poor Valley Girl" – 2:15
28. "Soldier Boy" – 2:53
29. Untitled (Cash/Cash/John Carter Cash) – 10:11